# Djurgården Hockey
Djurgårdens Idrottsförening Ishockeyförening, Djurgårdens IF IF, är en ishockeyförening från Stockholm. Djurgården herrhockeylag var i mitten av 1900-talet den mest framgångsrika ishockeyföreningen i svensk ishockeyhistoria med flest svenska mästerskap i ishockey, totalt 16 stycken, varav det senaste 2001, 10 SM-silver, varav det senaste 2019, och totalt 26 SM-finaler. Klubben har även vunnit Europacupen i ishockey två gånger, 1991 och 1992. 
Elitlaget är sedan 2008 bolagiserat och föreningen representeras i seriespelet av Djurgården Hockey AB vars aktiemajoritet ägs av föreningen. Efter att ha spelat i Elitserien i 35 år i rad degraderades Djurgården efter säsongen 2011/2012, och spelade två säsonger i Hockeyallsvenskan. Djurgården var i SHL, den högsta serien i det svenska seriesystemet, senast från säsongen 2014/2015 till och med säsongen 2021/2022. Från och med säsongen 2025/2026 spelar man åter i SHL, sedan DIF vunnit den hockeyallsvenska finalen med 4-1 i matcher mot AIK. Föreningens damlag bildades 2014. 

## Historik

### Start till och med 1960-talet
Djurgårdens IF bildades 1891, men ishockey upptogs på programmet först 1922 som en egen sektion. En av de mer drivande krafterna för bildandet av en ishockeysektion var Wilhelm Arwe. DIF:s hela lag bestod av sex spelare – en målvakt, två backar och tre forwardar – som vid den här tiden var normalt (lag med mellan sex och tolv spelare). Djurgårdens trupp förstärktes dock säsongen 1923 med ytterligare fem spelare, vilket omedelbart gav resultat. Djurgården blev seriesegrare för första gången och även distriktsmästare 1924. Djurgårdens IF Hockeys första SM-guld kom 1926, endast fyra år efter föreningens grundande. Den första Elitserien i ishockey, som startade 1928 med fyra lag, utökades 1929 till att omfatta sex lag varvid Djurgården flyttades upp en division till Elitserien.
År 1934 hoppade de äldre spelarna av och inga nya spelare kom till laget, varför klubben beslöt sig för att upphöra med ishockeysektionen tills vidare. 1938 började Svenska Dagbladets Gustaf "Lulle" Johansson (tidigare ishockeyspelare för IK Göta) att planera för en nystart för Djurgården Hockey. Han kontaktade andra djurgårdsledare och de lyckades få ihop ett ishockeylag som fick börja om från grunden.

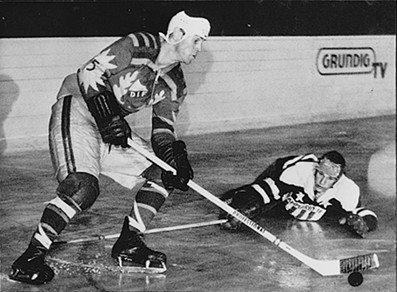
Sven Tumba i Djurgårdströjan 1960.

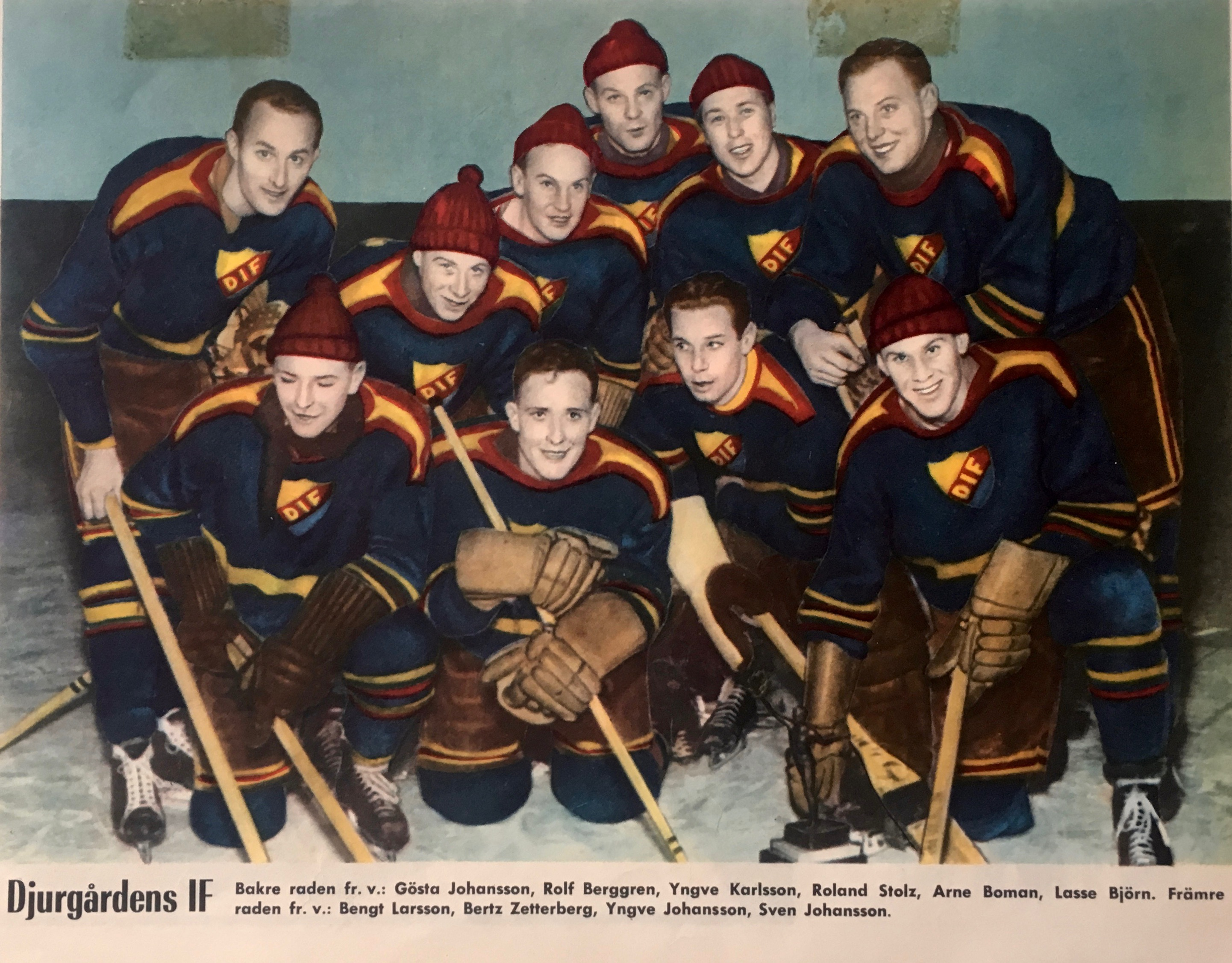
Hockeylaget, som blev svenska mästare 1957/1958. I övre raden bland andra Roland Stoltz och Lasse Björn. I främre raden bland andra målvakten Yngve Johansson och Sven "Tumba" Johansson. Ingen spelare hade hjälm, utan bar istället en mörkröd toppluva.

1950 blev Djurgården åter Svenska Mästare i ishockey, som blev startskottet för en era med stora framgångar; under perioden 1951–1970 vann klubben åtta SM-guld, varav sex i följd (1958–1963). Lagets längsta förlustfria svit blev 57 matcher, slutspel undantagna, som fortfarande är rekord i seriesammanhang. Sviten varade från 14 november 1958 till 8 november 1962 när Västra Frölunda IF tog emot DIF på Ullevi i Göteborg, inför 23 192 personer som då var publikrekord i svensk ishockey (den egentliga publiksiffran var minst 3 000 mer och att polisen uppskattade att cirka 10 000 människor fick vända hem utan att ha kommit in). Under denna storhetstid hade DIF ständigt 8–9 spelare i Tre Kronor.

### 1970-talet till 1990-tal
Inför säsongen 1975/1976 beslöt förbundet att ändra seriesystemet; två serier blev en, med tio lag (som spelade 36 grundomgångar). Denna nyordning medförde att DIF åkte ur redan första säsongen som Elitserien spelades, 1976. Laget kom på en niondeplats och fick efter 28 år lämna den högsta serien, men under ledning av tränaren Hans Mild tog sig klubben redan påföljande säsong tillbaka till Elitserien via seger i division 1 östra och sedan Kvalserien. Inför comebacken i Elitserien i ishockey 1977/1978 värvade DIF storspelare som Bo Berglund och Håkan Dahllöf, men kom ändå åtta i serien. Till 1978/1979 satsade klubben ännu större med tränaren Eilert ”Garvis” Määttä samt spelarna Mats Waltin, Håkan Eriksson och Anders Kallur. Tredjeplatsen i serien räckte för avancemang till slutspelet, men i finalen mot Modo Hockey föll DIF med 2–1 i matcher.
En niondeplats i serien 1981/1982 medförde att laget tvingades kvala för att hålla sig kvar i Elitserien, och lyckades genom vinst mot HV71 på Hovet, under den då kontroversiella tränaren Leif Boork. Säsongen 1982/1983 ådrog sig DIF totalt 497 utvisningsminuter (13,8 minuter per match i snitt). Serien vanns av Färjestads BK och DIF kom tvåa, de båda möttes också i finalen som DIF vann. DIF slog under säsongen rekord i antal matcher i följd utan förlust, 19 omgångar (mellan den 5 oktober 1982 och den 6 januari 1983). Med lagets spelstil utifrån Boorks nyskapade så kallade "våldtäktshockey", som gav denna utvisningsstatistik, sågs DIF som en allmänt hatad klubb och kontroversiell vinnare av utomstående. Säsongen 1983/1984 kom laget på 36 matcher upp i totalt 535 utvisningsminuter (14,9 minuter i snitt per match), nådde final men som förlorades konfortabelt mot ärkerivalen AIK med 3–0 i matcher.
Säsongen 1984/1985 hade Leif Boork tagit farväl och ny tränare blev Gunnar "Svesse" Svensson, men laget fortsatte ändå att toppa i utvisningar. Klubben vann serien detta år och blev utpekade som Sveriges bästa lag, även om laget förlorade mot Södertälje SK i finalen. Under 1985/1986 fick Svensson sparken utan förvarning och som nödlösning klev Lars-Fredrik Nyström och Håkan Eriksson in. Med nöd och näppe lyckades laget hamna på åttonde plats och därmed undvika ovisst kvalspel. Säsongen 1986/1987 kom Leif Boork tillbaka som tränare, och hans första insats var att kommendera ut laget på en omtalad "överlevnadsmarsch" för att få en sammanhållen och målmedveten trupp. Senare uppdagades det att klubbens bokslut visade en skuld om 12,3 miljoner kronor som medförde en större omorganisation som på sikt skulle visa sig bli framgångsrik. Säsongen 1987/1988 vann DIF serien med sju poäng före tvåan IF Björklöven, men slogs ut i kvartsfinal (nyförändrat system) mot AIK, under tränaren Ingvar "Putte" Carlsson. I finalen av 1988/1989 med bland andra Kent Nilsson i truppen vann DIF mot Leksands IF, då för övrigt Globen invigdes detta år.

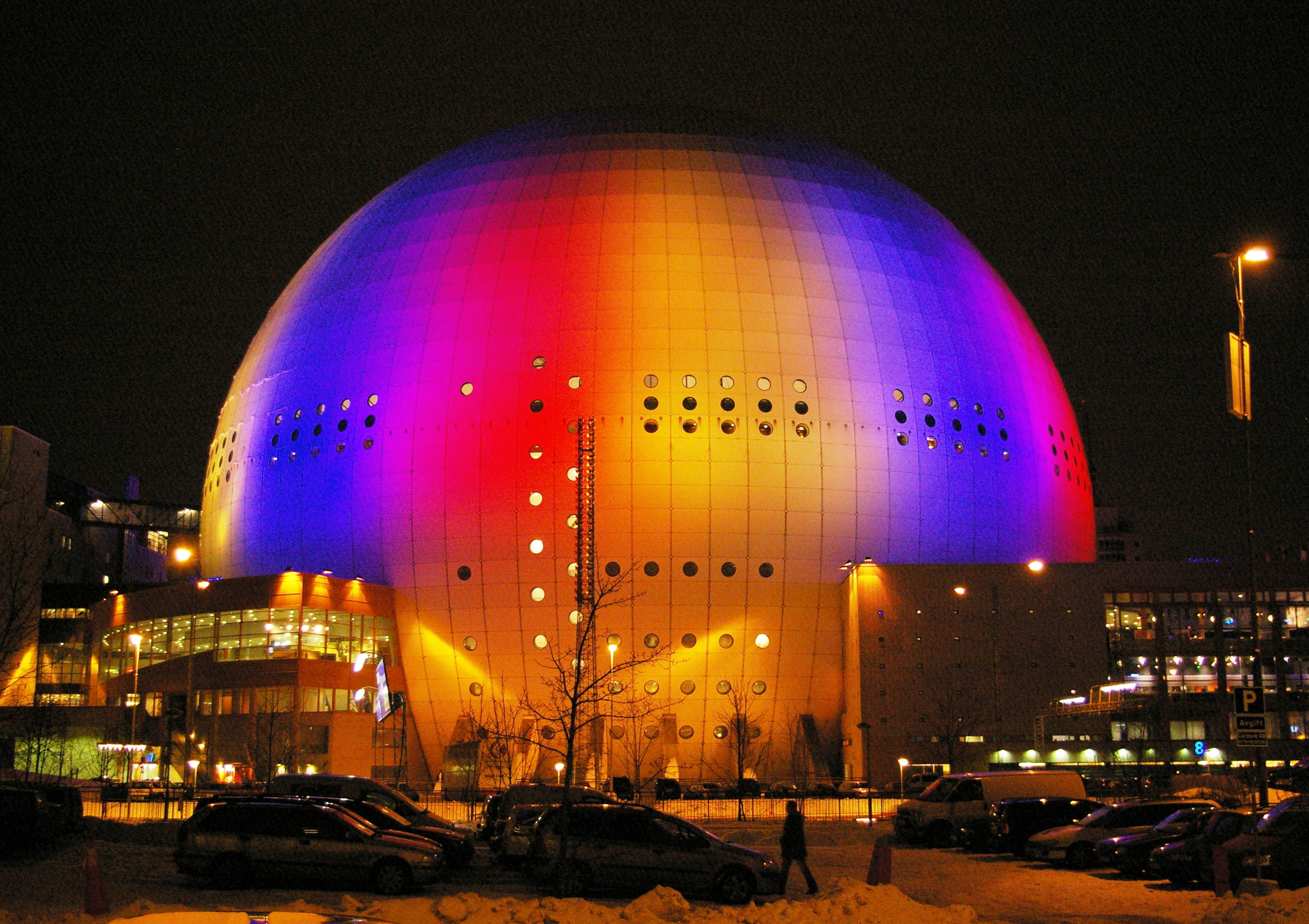
Globen i Djurgårdens färger.

Säsongen 1989/1990 kom Djurgården tvåa efter Färjestad, och de båda möttes i final som Djurgården vann inför ett fullsatt Globen (13 850 åskådare) på sina hemmamatcher. 1990/1991 vann DIF i princip allt som ett ishockeylag kan vinna; Elitserien vanns med två poängs marginal före tvåan Färjestads BK, finalen mellan dem vanns åter av DIF, och dessutom vann DIF Europeiska klubbmästerskapet i ishockey 1991. DIF blev det första svenska ishockeylaget som kunde titulera sig som "bäst i Europa". Säsongen 1991/1992 nådde DIF åter final, denna gång mot Malmö Redhawks där de tre första matcherna gick till förlängning. Den femte och direkt avgörande matchen i Malmö isstadion vann Malmö med 4–2. DIF försvarade dock sin Europamästerskap-titel från 1991 via seger mot Düsseldorf i finalen.
Säsongen 1992/1993 blev DIF utslagna i semifinalen mot Luleå HF med 2–1 i matcher, båda Luleås vinster i "sudden death". I april 1993 anhölls dåvarande ordföranden Lars Hedström för att under en lång tid ha systematiskt tömt DIF:s konton och satt sprätt på pengarna, antingen genom egen konsumtion eller genom spekulation på råvarubörsen i London. Den totala summan som förskingrades fastställdes i Stockholms tingsrätt till drygt 6,5 miljoner kronor inklusive ränta.
1993/1994 slutade DIF på en femteplats i serien, nådde semifinal men blev utslagna av ett Modo med Peter Forsberg i laget. I säsongen 1994/1995 myntades uttrycket "skrattmatch". DIF vann Elitserien och lottades att i slutspelet möta åttan HV71, som skrällde och vann i tre raka matcher (bäst av fem i kvartsfinal, infört föregående säsong) för att därefter också bli svenska mästare för första gången. 1995/1996 slutade med en femteplats i serien, och slogs fiaskoartat ut av Färjestad i kvartsfinal. Säsongen 1996/1997 delades Elitserielagen i olika regionala grupper och därigenom ökades antalet spelomgångar. DIF hamnade i samma grupp som AIK, Luleå och Modo – där DIF kom fyra i serien och åkte för tredje året i rad ut redan i kvartsfinalen, mot rivalen AIK.
Under 1997 togs det historiska beslutet att Djurgården Hockey AB skulle bildas och börsintroduceras på Stockholms Fondbörs O-lista. När introduktionsdatumet närmade sig visade det sig att aktien övertecknades och ca 46 miljoner kronor flöt in till DIF, men kritiska röster höjdes angående bolagiseringen. Riksidrottsstyrelsen, RS, fann något oväntat att börsintroduktionen stred mot Riksidrottsförbundets stadgar (2 kap 5 §) och hotade därför att utesluta DIF från Svenska Ishockeyförbundet och Elitserien. DIF ändrade i sitt avtal med Djurgården Hockey AB, men detta godkändes inte av RS. Bolagiseringen fick skrotas och DIF tvingades betala tillbaka de 46 miljonerna plus ränta till aktieägarna varvid DIF:s skuld steg med cirka 6 miljoner. Med en framgångsrik säsong täcktes denna förlust någorlunda. Till 1997/1998 hade sportchefen Ingvar "Putte" Carlsson värvat tillbaka Charles Berglund, Mikael Johansson, Kenneth Kennholt och Tommy Söderström. DIF vann serien (fick därigenom en garanterad plats i European Hockey League 1998/1999), gick till final återigen mot Färjestad men som vann mot DIF i sudden death i den avgörande matchen i Globen. 1998/1999 slogs DIF ut i kvartsfinalen mot Brynäs IF med 3–1 i matcher.

### 2000-talet

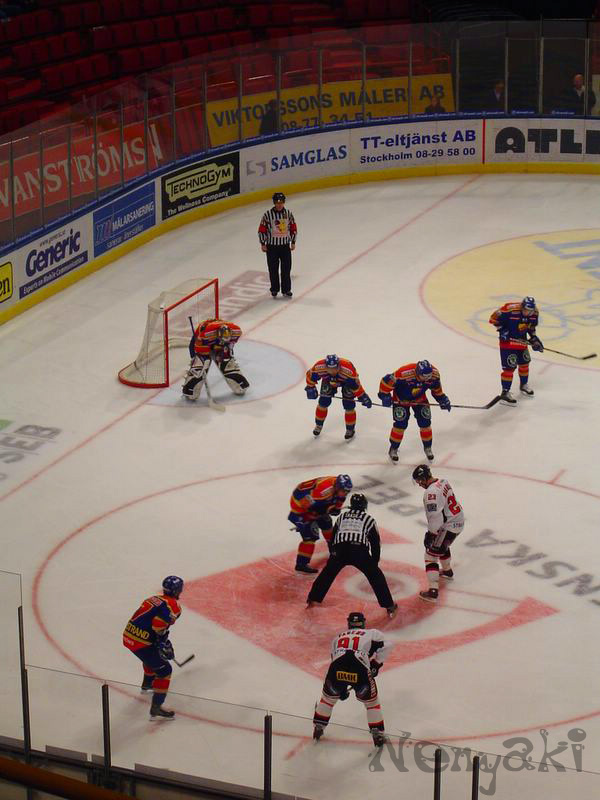
Djurgården mot Malmö Redhawks i november 2006.

Säsongen 1999/2000 kom Hardy Nilsson till DIF och införde den offensiva och publikunderhållande så kallade "torpedhockeyn", där DIF på nytt stod som svenska mästare efter en komfortabel finalseger mot Modo. 2000/2001 besegrades Färjestads i finalen med 4–2 i matcher (bäst av sju infört), och DIF befäste därigenom med sitt 16:e (och senaste) guld sin plats som de "Mesta Mästarna". Hardy Nilsson blev därefter förbundskapten för Tre Kronor, och assisterande tränare Mats Waltin blev sportchef i Djurgården. 

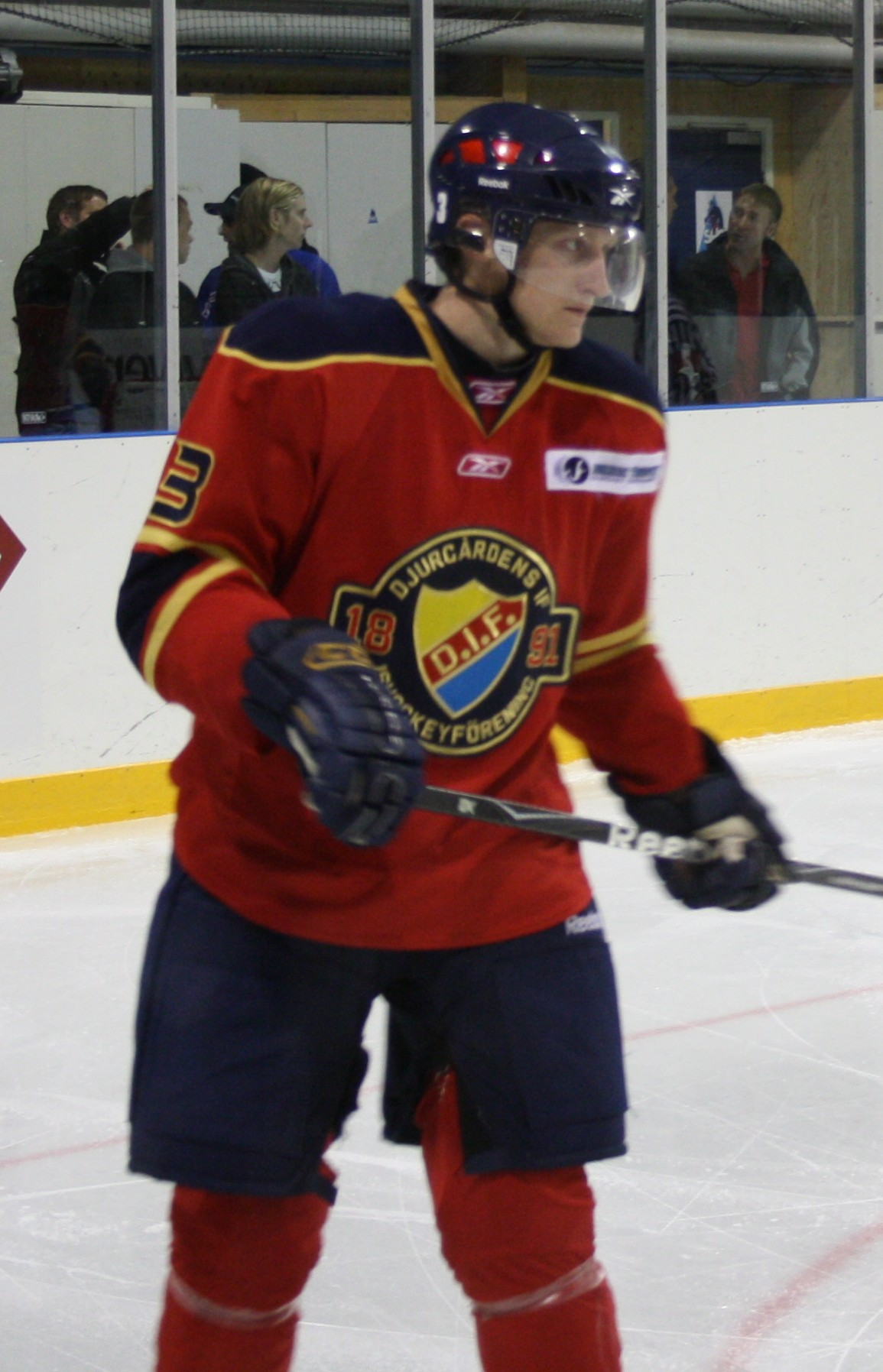
David Printz i Djurgårdströjan.

Säsongen 2001/2002 tog Kent "Lill-Kenta" Johansson över ledningen för Djurgården, som förlorat många stjärnspelare. Djurgården slutade på tredje plats i sluttabellen, och åkte ut mot Frölunda i kvartsfinalen med 4–1 i matcher. Efter säsongen fick "Lill-Kenta" sparken och ersattes av Niklas Wikegård, som 2002/2003 tillsammans med de före detta Djurgårdsspelarna Robert Nordmark och Johan Garpenlöv ledde Djurgården till en fjärdeplats i serien, och förlorade i semifinalen mot Färjestad med 4–1 i matcher. 2003/2004 var Djurgården länge ett topplag, men hamnade till slut på femte plats i serien. Kvartsfinalen förlorades mot serietrean Frölunda, däribland två 1–8-förluster som blivit klubbens största. Under Lockout-säsongen 2004/2005 kom DIF åter femma i serien och lottades i kvartsfinalen mot trean Timrå IK, som med Henrik Zetterberg i laget var favoriter. Djurgården vann dock med 4–3 i matcher, men stoppades av guldlaget Frölunda efter 1–4 i matcher.
Inför 2005/2006 hade klubben städat, flera spelare hade lämnat laget och klubben värvade försiktigt på grund av ekonomin. Nya tränare blev Hans Särkijärvi och Charles Berglund. Djurgården var bottentippat och missade SM-slutspelet för första gången sedan 1985/1986, och likaså säsongen därpå i och med lagets tiondeplats i serien. Den forne och legendariske Djurgårdsspelaren Mikael Johansson tog över som andretränare inför 2007/2008, där DIF slutade sjua i grundserien och åkte ut i kvartsfinalen efter 4–1 i matcher mot Linköping. Inför 2008/2009 valde Hans Särkijärvi att lämna klubben, varefter Mikael Johansson och Tomas Montén fick dela på huvudtränaransvaret. DIF blev tia i grundserien och missade slutspel igen.
Inför 2009/2010 beslutade DIF att använda ett tretränarsystem; Hardy Nilsson anlitades som huvudtränare, och Johansson och Montén fick assistera. I slutet av augusti 2009 vann laget försäsongsturneringen Nordic Trophy efter finalseger mot Linköping med 4–1. Djurgården slutade tvåa i grundserien och tog sig till final efter segrar mot Brynäs och Linköping, men föll mot HV71 med 2–4 i matcher; en finalserie som för övrigt var den jämnaste någonsin, då fem av de sex matcherna fick avgöras i förlängning. I och med SM-slutspelet 2010 bestämdes det att laget framöver skulle spela vissa av sina hemmamatcher i Globen, istället för bara Hovet, för att dubblera den ekonomiska vinsten.
Den 30 januari 2012 fick Hardy Nilsson och Mikael Johansson sparken, och blev ersatta av J20-tränaren Tony Zabel och före detta Djurgårdsspelaren Nichlas Falk. Charles "Challe" Berglund klev strax därefter in som huvudtränare och sportchef, men laget hamnade på kvalplats och skulle dessutom bli degraderat till Hockeyallsvenskan – första gången som klubben hamnat i andradivisionen sedan 1977. Berglund avgick som huvudtränare mitt under påföljande allsvensk säsong efter sviktande resultat, och ersattes av Tony Zabel. I slutet av säsongen misslyckades DIF också med att ta sig till Kvalserien. Säsongen 2013/2014 gick DIF till kvalserien och slutade där på en andra plats, och kvalificerade sig därmed för spel i andra säsongen av ligan under nya namnet Svenska Hockeyligan.
Robert Ohlsson anställdes som huvudcoach 2016. Säsongen 2018/19 nådde Djurgården en fjärdeplats i grundserien. Djurgården vann mot Skellefteå AIK i kvartsfinalen med 4–2 i matcher. Semifinalen mot serieettan Färjestad gick till en sjunde och avgörande match, där DIF vann på bortaplan och Dick Axelsson gjorde både ett mål och en assist. För första gången i SHL:s och Elitseriens historia möttes de två storstadslagen Djurgården och Frölunda i final. Djurgården förlorade med 2–4 i matcher, och totalt hade Djurgården 90 144 personer i publiksiffror under de nio hemmamatcherna i slutspelet.
Efter bottenplacering i inledningen av säsongen 2021/2022 sparkades huvudtränaren Barry Smith, och ersattes senare av Joakim Fagervall. Under andra halvan av säsongen var laget med Fagervall nära att ta sig upp på säker mark, men en svag avslutning med en poäng på de fyra sista matcherna såg till att Djurgården hamnade i negativt kval mot Timrå IK, som vann play-out-serien med 4–0 i matcher och därmed skickade ner Djurgården till Hockeyallsvenskan.
Till efterföljande säsong i Hockeyallsvenskan lämnade 22 spelare. Sportchef K-G Stoppel värvade hem tidigare spelare såsom Marcus Krüger, Daniel Brodin, John Norman och Alexander Falk. Flera Juniorer fick ta klivet upp till A-laget; målvakten Carl Lindbom samt anfallarna Jonathan Lekkerimäki, Liam Öhgren, Noah Östlund och Wiktor Nilsson. Joakim Fagervall fick sällskap av Marcus Ragnarsson i träningsstaben. Senare under säsongen värvades även Linus Klasen, Nicklas Danielsson, Daniel Glad och Lukas Vejdemo in. Säsongen inleddes med att Djurgården på de tio första matcherna förlorade enbart sju poäng, men den 28 november meddelade Djurgården via sin hemsida att tränaren Joakim Fagervall entledigats från sitt uppdrag med hänvisning till att "vi inte kommit tillräckligt långt i processerna i hur vi vill spela och hur vi ska agera". Istället tog Johan Garpenlöv över som huvudtränare. Djurgården slutade på en fjärdeplats i grundserien och tog sig till det Hockeyallsvenska slutspelet. Där slog de först ut BIK Karlskoga med 4-0 i matcher, och därefter Björklöven med 4-2 i matcher i semifinal. Finalserien spelades mot Modo Hockey, och gick till en sjunde och avgörande match. Där vann Modo med 4-0 och avancerade till SHL 2023/24.
Inte heller Garpenlöv blev långvarig som huvudtränare. I november 2023, ungefär ett år efter att han tillträtt uppdraget, fick han lämna posten. Detta efter att Djurgården på 13 spelade matcher i Hockeyallsvenskan 2023/2024 endast samlat ihop 15 poäng och låg på plats 12 i tabellen.
Inför säsongen 2024/2025 värvades Niklas Wikegård och Robert Kimby till föreningen som sportsligt ansvarig respektive huvudtränare. Spelare som Dick Axelsson och Patrick Thoresen vände hem till Djurgården för att spela upp laget i SHL. Något man lyckades med. DIF vann serien och slog ut Mora IK (4-0), Södertälje SK (4-3) och AIK (4-1) i kvartsfinal, semifinal respektive final. Därmed fullbordades mesta mästarnas återtåg till landets högsta serie.

## Juniorsektion
Många framgångsrika spelare har kommit upp genom Djurgårdens juniorlag J18 och J20. Bland dessa kan nämnas Marcus Krüger, Mika Zibanejad, Pontus Åberg, Erik Gustafsson, Gabriel Landeskog och Jacob Josefsson.
J20 har fyra SM-guld, varav de två senaste togs 2014-15, 2015-16 och 2024-25. Innan dess hade Djurgården inte vunnit sedan 1988. J20 vann även turneringen Junior Club World Cup i Nizhny Tagil, Ryssland mot HC Chayka 2015, detta som första svenska lag.

## Damsektion
Djurgårdens IF:s damlag i ishockey bildades 2014 genom att klubben övertog Segeltorps IF:s damlag, som efter säsongen 2013/2014 hade trillat ur högsta serien, Riksserien. Bakom organisationen för att bilda ett kompetenskraftigt damlag stod Nils Ekman (sportchef), Danijela Rundqvist (tidigare elitspelare) och Jared Cipparone (huvudtränare).
Inför Djurgårdens första säsong i Division 1, 2014/2015, förstärktes laget med olika spelare från Riksserien, och den säsongen vann klubben grundserien utan en enda förlorad poäng. Laget vann även kvalserien och kunde avancera till Riksserien inför säsongen 2015/2016. Första säsongen i högsta serien hamnade laget på fjärde plats. Därmed var man kvalificerat för slutspel och vann där kvartsfinalen över tre matcher med 2–0 mot Leksand men förlorade mot Linköping i semifinalen.
Säsongen 2016/2017 blev laget mästare genom vinster mot Linköping i semifinal och mot HV71 i finalen.
Säsongen 2017/2018 blev laget utslaget i semifinalen av Luleå Hockey, som senare blev Svenska Mästare.
Inför säsongen 2018/2019 har flera spelare lämnat och anslutit till laget. Detsamma gäller även ledarstaben där Alana Blahoski är ny huvudtränare, Robin Forssén är ny huvudansvarig materialförvaltare samt att Louise Dahl är ny fystränare.

## Rivaler

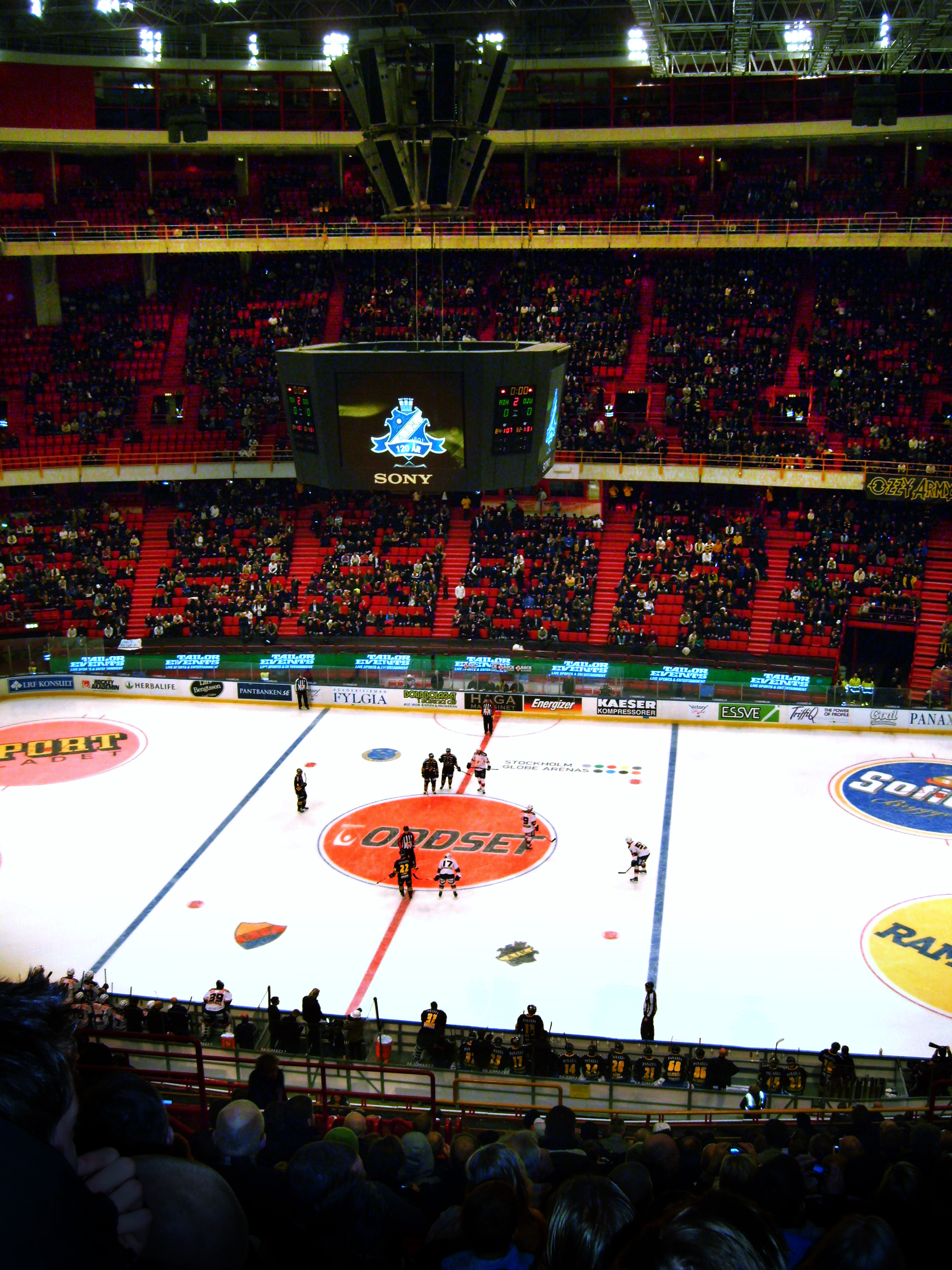
Derbymatch mellan AIK och DIF.

Djurgårdens största rival är AIK, och dess återkomst till Elitserien 2010/2011 innebar att DIF fick möta AIK för första gången i seriesammanhang sedan 2001/2002. Vilket skedde i två säsonger, innan Djurgården flyttades ner till Hockeyallsvenskan och lagen återigen spelade i olika serier. Från 2022/2023 spelar dock lagen återigen i samma serie efter att Djurgården nergraderats till Hockeyallsvenskan. Våren 2025 möttes just AIK och Djurgården i slutspelsfinal av Hockeyallsvenskan där Djurgården gick segrande ur striden med 4-1 i matcher och alltså åter spelar i SHL säsongen 2025/2026. 
En annan rival inom hockey är Färjestad BK, främst beroende på de många hårda slutspelsmötena lagen emellan. Lagen har mötts elva gånger i slutspelssammanhang (varav fem finaler), Djurgården vann de sex första slutspelsserierna.

## Supportrar
Djurgårdens supportrar har organiserat sig i föreningar sedan 1947, då Djurgårdens Supporters Club bildades. Föreningen anordnade bussresor till bortamatcher för medlemmar, men någon organiserad klack fanns inte. Under mitten och slutet av 1970-talet började dock klackar organiseras och 1981 bildades supporterföreningen Blue Saints. Namnet kom till efter att Djurgårdsklacken sjöng "When the Saints Go Marching In", när Djurgårdens hockeyspelare gick in på Hovets is. 1997 bytte Blue Saints namn till Järnkaminerna efter våldsamma incidenter vilket gjorde att föreningen fått negativ kritik från media och allmänheten.
Idag är Järnkaminerna den största av Djurgårdens supporterföreningar, med flera tusen medlemmar. Supportrarna härrör främst från Stockholmsregionen, men lokala landsortsföreningar finns över hela landet.
Inför varje hemmamatch spelas Sjung för gamla Djurgår'n, en hymn som funnits sedan 1970-talet.
Supportrarna har ett stort antal hyllningssånger till det egna laget, och hatramsor mot motståndarna som används på matchdag.

## Kända DIF-spelare

### "Tröjor i taket"

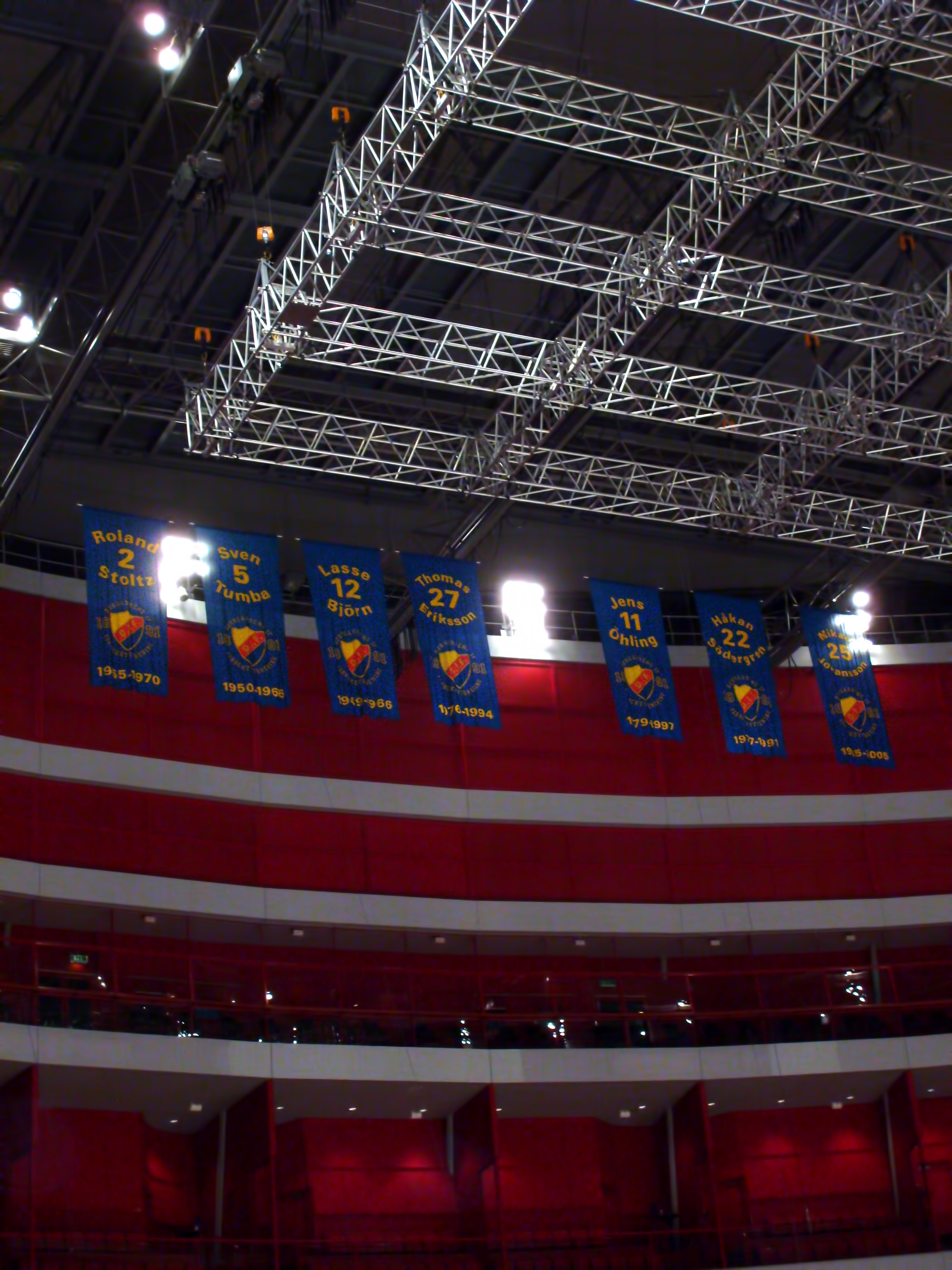
Banderoller med kända spelares namn.

- Nr 2 - Roland Stoltz
- Nr 2 - Charles Berglund
- Nr 5 - Sven Tumba
- Nr 11 - Jens Öhling
- Nr 12 - Lasse Björn
- Nr 16 - Nichlas Falk
- Nr 22 - Håkan Södergren
- Nr 25 - Mikael Johansson
- Nr 27 - Thomas Eriksson

## Ledare & lagkaptener
| År      | Division          | Huvudtränare               | Assisterande                                      | Målvaktstränare                   | GM/Sportchef     | Lagkapten                        | Notering                         |
| ------- | ----------------- | -------------------------- | ------------------------------------------------- | --------------------------------- | ---------------- | -------------------------------- | -------------------------------- |
| 1975/76 | Elitserien        | Hans Mild                  |                                                   |                                   |                  | Leif Svensson                    |                                  |
| 1976/77 | Elitserien        | Hans Mild                  |                                                   |                                   |                  | Stig Larsson                     |                                  |
| 1977/78 | Elitserien        | Hans Mild                  |                                                   |                                   |                  | Stig Larsson                     |                                  |
| 1978/79 | Elitserien        | Eilert Määttä              | Tommy Töpel                                       |                                   |                  | Stig Larsson                     | SM-final                         |
| 1979/80 | Elitserien        | Bert-Ola Nordlander        | Kurt Svensson                                     |                                   |                  | Mats Waltin                      |                                  |
| 1980/81 | Elitserien        | Bert-Ola Nordlander        | Stig Larsson                                      |                                   |                  | Mats Waltin                      |                                  |
| 1981/82 | Elitserien        | Leif Boork                 | Ingvar "Putte" Carlsson                           |                                   |                  | Mats Waltin                      |                                  |
| 1982/83 | Elitserien        | Leif Boork                 | Ingvar "Putte" Carlsson                           |                                   |                  | Håkan Eriksson                   | SM-guld #11                      |
| 1983/84 | Elitserien        | Leif Boork                 | Ingvar "Putte" Carlsson                           | Thomas Magnusson                  |                  | Håkan Eriksson                   | SM-final                         |
| 1984/85 | Elitserien        | Gunnar Svensson            |                                                   | Thomas Magnusson                  |                  | Håkan Södergren                  | SM-final                         |
| 1985/86 | Elitserien        | Gunnar Svensson (sparkad)  | Lars-Fredrik Nyström                              | Thomas Magnusson                  |                  | Håkan Södergren                  |                                  |
| 1985/86 | Elitserien        | Lars-Fredrik Nyström       | Håkan Eriksson                                    | Thomas Magnusson                  |                  | Håkan Södergren                  |                                  |
| 1986/87 | Elitserien        | Leif Boork                 | Björn Ferber                                      | Thomas Magnusson                  |                  | Karl-Erik Lilja                  |                                  |
| 1987/88 | Elitserien        | Ingvar "Putte" Carlsson    | Lasse Falk                                        | Thomas Magnusson                  |                  | Karl-Erik Lilja                  |                                  |
| 1988/89 | Elitserien        | Tommy Boustedt             | Lasse Falk                                        | Thomas Magnusson                  |                  | Thomas Eriksson                  | SM-guld #12                      |
| 1989/90 | Elitserien        | Tommy Boustedt, Lasse Falk |                                                   | Thomas Magnusson                  |                  | Thomas Eriksson                  | SM-guld #13                      |
| 1990/91 | Elitserien        | Lasse Falk                 | Jan Järlefeldt, Stephan Lundh                     | Thomas Magnusson                  |                  | Thomas Eriksson                  | SM-guld #14, Vinnare Europacupen |
| 1991/92 | Elitserien        | Lasse Falk                 | Stephan Lundh                                     | Thomas Magnusson                  |                  | Thomas Eriksson                  | SM-final, Vinnare Europacupen    |
| 1992/93 | Elitserien        | Lasse Falk                 | Stephan Lundh                                     | Thomas Magnusson                  |                  | Thomas Eriksson                  |                                  |
| 1993/94 | Elitserien        | Tommy Boustedt             | Stephan Lundh                                     | Thomas Magnusson                  |                  | Charles Berglund                 |                                  |
| 1994/95 | Elitserien        | Tommy Boustedt             | Stephan Lundh                                     | Thomas Magnusson                  |                  | Charles Berglund                 |                                  |
| 1995/96 | Elitserien        | Tommy Boustedt (lämnade)   | Stephan Lundh, Niklas Wikegård                    | Thomas Magnusson                  |                  | Jens Öhling                      |                                  |
| 1995/96 | Elitserien        | Stephan Lundh              | Niklas Wikegård                                   | Thomas Magnusson                  |                  | Jens Öhling                      |                                  |
| 1996/97 | Elitserien        | Stephan Lundh              | Niklas Wikegård                                   | Thomas Magnusson                  |                  | Patric Kjellberg                 |                                  |
| 1997/98 | Elitserien        | Niklas Wikegård            | Stephan Lundh                                     | Thomas Magnusson                  |                  | Patric Kjellberg                 | SM-final                         |
| 1998/99 | Elitserien        | Mats Waltin                | Thomas Magnusson                                  | Thomas Magnusson                  |                  | Nichlas Falk                     |                                  |
| 1999/00 | Elitserien        | Mats Waltin, Hardy Nilsson |                                                   | Thomas Magnusson                  | Tommy Engström   | Charles Berglund                 | SM-guld #15                      |
| 2000/01 | Elitserien        | Mats Waltin, Hardy Nilsson |                                                   | Thomas Magnusson                  | SM-guld #16      | Charles Berglund                 |                                  |
| 2001/02 | Elitserien        | Kent Johansson             | Per Nygårds                                       | Thomas Magnusson                  | Mats Waltin      | Nichlas Falk                     |                                  |
| 2002/03 | Elitserien        | Niklas Wikegård            | Johan Garpenlöv, Robert Nordmark                  | Thomas Magnusson                  | Mats Waltin      | Nichlas Falk                     |                                  |
| 2003/04 | Elitserien        | Niklas Wikegård            | Johan Garpenlöv, Robert Nordmark                  | Thomas Magnusson                  | Niklas Wikegård  | Mikael Johansson                 |                                  |
| 2004/05 | Elitserien        | Niklas Wikegård            | Johan Garpenlöv                                   | Thomas Magnusson                  | Niklas Wikegård  | Mikael Johansson                 |                                  |
| 2005/06 | Elitserien        | Hans Särkijärvi            | Charles Berglund                                  | Michael Törnqvist                 |                  | Kristofer Ottosson               |                                  |
| 2006/07 | Elitserien        | Hans Särkijärvi            | Charles Berglund                                  | Michael Törnqvist                 |                  | Jimmie Ölvestad                  |                                  |
| 2007/08 | Elitserien        | Hans Särkijärvi            | Mikael Johansson, Tomas Montén                    | Michael Törnqvist                 | Jan Järlefeldt   | Jimmie Ölvestad                  |                                  |
| 2008/09 | Elitserien        | Mikael Johansson           | Tomas Montén                                      | Jonas Forsberg                    | Jan Järlefeldt   | Jimmie Ölvestad                  |                                  |
| 2009/10 | Elitserien        | Hardy Nilsson              | Mikael Johansson, Tomas Montén                    | Jonas Forsberg, Michael Törnqvist | Jan Järlefeldt   | Marcus Ragnarsson                | SM-final                         |
| 2010/11 | Elitserien        | Hardy Nilsson              | Mikael Johansson, Tomas Montén, Marcus Ragnarsson | Thomas Magnusson                  | Jan Järlefeldt   | Nichlas Falk                     |                                  |
| 2011/12 | Elitserien        | Hardy Nilsson (sparkad)    | Mikael Johansson, Tomas Montén                    | Thomas Magnusson                  | Jan Järlefeldt   | Marcus Nilson                    |                                  |
| 2011/12 | Elitserien        | Tony Zabel (sparkad)       | Nichlas Falk, Tomas Montén                        | Thomas Magnusson                  | Jan Järlefeldt   | Marcus Nilson                    |                                  |
| 2011/12 | Elitserien        | Charles Berglund           | Tony Zabel, Nichlas Falk, Tomas Montén            | Thomas Magnusson                  | Jan Järlefeldt   | Marcus Nilson                    | Nedflyttning                     |
| 2012/13 | Hockeyallsvenskan | Charles Berglund (lämnade) | Tony Zabel, Mats Bäcklin                          | Anders Persson                    | Charles Berglund | Timmy Pettersson                 |                                  |
| 2012/13 | Hockeyallsvenskan | Tony Zabel                 | Mats Bäcklin                                      | Anders Persson                    | Charles Berglund | Timmy Pettersson                 |                                  |
| 2013/14 | Hockeyallsvenskan | Tony Zabel (sparkad)       | Stefan Nyman                                      | Anders Persson                    | Charles Berglund | Timmy Pettersson                 |                                  |
| 2013/14 | Hockeyallsvenskan | Hans Särkijärvi            | Stefan Nyman, Tony Zabel                          | Anders Persson                    | Charles Berglund | Timmy Pettersson                 | Uppflyttning                     |
| 2014/15 | SHL               | Hans Särkijärvi            | Stefan Nyman, Tony Zabel                          | Anders Persson                    | K-G Stoppel      | Joakim Eriksson                  |                                  |
| 2015/16 | SHL               | Hans Särkijärvi            | Stefan Nyman, Mikael Håkanson                     | Jan Öhman                         | Joakim Eriksson  | Henrik Eriksson                  |                                  |
| 2016/17 | SHL               | Robert Ohlsson             | Stefan Nyman, Mikael Håkanson                     | Jan Öhman                         | Joakim Eriksson  | Calle Ridderwall                 |                                  |
| 2017/18 | SHL               | Robert Ohlsson             | Stefan Nyman, Mikael Håkanson                     | Jan Öhman                         | Joakim Eriksson  | Calle Ridderwall                 |                                  |
| 2018/19 | SHL               | Robert Ohlsson             | Stefan Nyman, Mikael Håkanson                     | Jan Öhman                         | Joakim Eriksson  | Andreas Engqvist, Jacob Josefson | SM-final                         |
| 2019/20 | SHL               | Robert Ohlsson             | Jörgen Bemström, Mikael Håkanson                  | Fredrik Mikko                     | Joakim Eriksson  | Jacob Josefson                   |                                  |
| 2020/21 | SHL               | Robert Ohlsson             | Jörgen Bemström, Mikael Håkanson                  | Fredrik Mikko                     | Joakim Eriksson  | Jacob Josefson                   |                                  |
| 2021/22 | SHL               | Barry Smith (sparkad)      | Nichlas Falk, Mikael Aaro                         | Fredrik Mikko                     | K-G Stoppel      | Jacob Josefson, Marcus Sörensen  |                                  |
| 2021/22 | SHL               | Joakim Fagervall           | Nichlas Falk, Mikael Aaro                         | Fredrik Mikko                     | K-G Stoppel      | Jacob Josefson, Marcus Sörensen  | Nedflyttning                     |
| 2022/23 | Hockeyallsvenskan | Joakim Fagervall (sparkad) | Marcus Ragnarsson                                 | Fredrik Mikko                     | K-G Stoppel      | Marcus Krüger                    |                                  |
| 2022/23 | Hockeyallsvenskan | Johan Garpenlöv            | Marcus Ragnarsson, Michael Holmqvist              | Fredrik Mikko                     | K-G Stoppel      | Marcus Krüger                    |                                  |
| 2023/24 | Hockeyallsvenskan | Johan Garpenlöv (sparkad)  | Marcus Ragnarsson (sparkad), Michael Holmqvist    | Fredrik Mikko                     | K-G Stoppel      | Marcus Krüger                    |                                  |
| 2023/24 | Hockeyallsvenskan | Michael Holmqvist          | Patrik Andersson, Martin Linder Öst               | Fredrik Mikko                     | K-G Stoppel      | Marcus Krüger                    |                                  |
| 2024/25 | Hockeyallsvenskan | Robert Kimby               | Michael Holmqvist, Patrik Andersson               | Michael Andréasson                | Niklas Wikegård  | Marcus Krüger                    | Uppflyttning                     |

## Säsonger
Djurgården var tidigt med i seriespel när ishockeyn kom till Sverige, och deltog även i Svenska mästerskapen som var en självständig turnering. Tre SM-silver och ett guld blev resultaten under de första åren fram till 1934. Dessutom vann man Klass I i ishockey 1924, men 1934 kom man sist och föreningen beslutade att lägga ner ishockeyverksamheten.
| Säsong    | Division                | Placering | Upp/ned     | SM                         | Final/kval                              |
| --------- | ----------------------- | --------- | ----------- | -------------------------- | --------------------------------------- |
| 1922      | Deltog inte i seriespel |           |             | SM: Utslagna av Hammarby   |                                         |
| 1923      | Klass I                 | 2         |             | SM: Besegrar IFK Stockholm | SM-final: Förlorar mot Göta, SM-silver  |
| 1924      | Klass I                 | 1         |             | SM: Besegrar IFK Stockholm | SM-final: Förlorar mot Göta, SM-silver  |
| 1925      | Klass I                 | 6         |             |                            |                                         |
| 1926      | Klass I                 | 8         | nerflyttade | SM: Besegrar Södertälje    | SM-final: Besegrar Västerås SK, SM-guld |
| 1926/1927 | Klass II                | 2         |             | SM: Besegrade Södertälje   | SM-final: Förlorade mot Göta, SM-silver |
| 1927/1928 | Klass I                 | 2         | uppflyttade | SM: Utslagna av Göta       |                                         |
| 1928/1929 | Elitserien              | 3         |             | SM: Utslagna av Göta       |                                         |
| 1929/1930 | Elitserien              | 3         |             | SM: Utslagna av Göta       |                                         |
| 1930/1931 | Elitserien              | 6         |             | SM: Utslagna av Hammarby   |                                         |
| 1931/1932 | Elitserien              | 5         |             |                            |                                         |
| 1932/1933 | Elitserien              | 4         |             | SM: Utslagna av Göta       |                                         |
| 1933/1934 | Elitserien              | 8         | nerflyttade |                            |                                         |

Nerläggningen varade i fyra år innan man började spela igen. Då fick man först börja i de lägre klassera av Stockholmsserien, men fr.o.m. 1943 spelade man i Division II. Fram till 1951 fortsatte SM att spelas som en separat turnering. Division I spelades i två grupper; norra och södra. Gruppsegrarna möttes i en seriefinal. Djurgården spelade en sådan seriefinal 1951.
| Säsong    | Division            | Placering | Seriefinal/Kval                              | SM                               |
| --------- | ------------------- | --------- | -------------------------------------------- | -------------------------------- |
| 1943/1944 | Division II Mälaren | 3         |                                              |                                  |
| 1944/1945 | Division II Södra   | 2         |                                              |                                  |
| 1945/1946 | Division II Östra   | 5         |                                              |                                  |
| 1946/1947 | Division II Södra   | 1         | Kval: Förlorar mot Atlas Diesel och Västerås |                                  |
| 1947/1948 | Division II Östra   | 1         | Kval: Besegrar Surahammar, uppflyttade       | SM: Utslagna av Gävle            |
| 1948/1949 | Division I Södra    | 2         |                                              |                                  |
| 1949/1950 | Division I Södra    | 2         | SM: Besegrar Hammarby                        | SM-final: Besegrar Mora, SM-guld |
| 1950/1951 | Division I Södra    | 1         | Seriefinal: Besegrar AIK                     |                                  |

1950-talet och början av 1960-talet var Djurgårdens storhetstid. Serieseger och SM-medalj varje år i nästan ett decennium. SM spelades nu som slutspel til Division I. De första åren var det den gamla seriefinalen som utgjorde SM, sedan blev det ett slutspel i form av en mästerskapserie. 
| Säsong    | Division         | Placering | SM//Mästerskapsserie/Kval                                                  |
| --------- | ---------------- | --------- | -------------------------------------------------------------------------- |
| 1951/1952 | Division I Södra | 2         |                                                                            |
| 1952/1953 | Division I Södra | 2         |                                                                            |
| 1953/1954 | Division I Södra | 1         | SM-final: Besegrar Gävle, SM-guld                                          |
| 1954/1955 | Division I Södra | 1         | SM-final: Besegrar Hammarby, SM-guld                                       |
| 1955/1956 | Division I Södra | 1         | 2:a i mästerskapsserien, SM-silver                                         |
| 1956/1957 | Division I Södra | 1         | 2:a i mästerskapsserien, SM-silver                                         |
| 1957/1958 | Division I Södra | 1         | 1:a i mästerskapsserien, SM-guld                                           |
| 1958/1959 | Division I Södra | 1         | 1:a i mästerskapsserien, SM-guld                                           |
| 1959/1960 | Division I Södra | 1         | 1:a i mästerskapsserien, SM-guld                                           |
| 1960/1961 | Division I Södra | 1         | 1:a i mästerskapsserien, SM-guld                                           |
| 1961/1962 | Division I Södra | 1         | 1:a i mästerskapsserien, SM-guld                                           |
| 1962/1963 | Division I Södra | 2         | 1:a i mästerskapsserien, SM-guld                                           |
| 1963/1964 | Division I Södra | 3         | 5:a i mästerskapsserien                                                    |
| 1964/1965 | Division I Södra | 5         | 1:a i södra kvalificeringsserien                                           |
| 1965/1966 | Division I Södra | 4         | SM: Besegrar AIK, utslagna av Västra Frölunda Bronsmatch: Besegrar Leksand |
| 1966/1967 | Division I Södra | 4         | SM: Utslagna av Modo                                                       |
| 1967/1968 | Division I Södra | 3         | 4:a i mästerskapsserien                                                    |
| 1968/1969 | Division I Södra | 5         |                                                                            |
| 1969/1970 | Division I Norra | 7         | 2:a i kvalificeringsserien                                                 |
| 1970/1971 | Division I Norra | 5         | 1:a i kvalificeringsserien                                                 |
| 1971/1972 | Division I Norra | 2         | 5:a i mästerskapsserien                                                    |
| 1972/1973 | Division I Norra | 3         | 7:a i mästerskapsserien                                                    |
| 1973/1974 | Division I Norra | 5         | 1:a i kvalificeringsserien                                                 |
| 1974/1975 | Division I       | 10        | 1:a i kvalserien                                                           |

Till säsongen 1975/76 gjordes en stor serieomläggning där Elitserien bildades. Djurgårdens dominans var över, men en ny storhetstid skulle komma i slutet av 1980-talet som varade in på början av 90-talet. Fr.o.m. 1987 till 1996 spelades Elitserien i en grundserie under hösten och en fortsättningsserie under vintern. I tabellen nedan redovisas grundseriens resultat inom parentes.
| Säsong    | Division         | Placering | SM                                             | Final/kval                                   |
| --------- | ---------------- | --------- | ---------------------------------------------- | -------------------------------------------- |
| 1975/1976 | Elitserien       | 9         |                                                | nerflyttade                                  |
| 1976/1977 | Division I Östra | 1         | Playoff: Besegrar Bäcken och Tingsryd          | 1:a i kvalserien, uppflyttade                |
| 1977/1978 | Elitserien       | 8         |                                                |                                              |
| 1978/1979 | Elitserien       | 3         | SM: Besegrar Färjestad                         | SM-final: Förlorar mot Modo, SM-silver       |
| 1979/1980 | Elitserien       | 6         |                                                |                                              |
| 1980/1981 | Elitserien       | 6         |                                                |                                              |
| 1981/1982 | Elitserien       | 9         |                                                | 2:a i kvalserien                             |
| 1982/1983 | Elitserien       | 2         | SM: Besegrar Björklöven                        | SM-final: Besegrar Färjestad, SM-guld        |
| 1983/1984 | Elitserien       | 2         | SM: Besegrar Björklöven                        | SM-final: Förlorar mot AIK, SM-silver        |
| 1984/1985 | Elitserien       | 1         | SM: Besegrar Färjestad                         | SM-final: Förlorar mot Södertälje, SM-silver |
| 1985/1986 | Elitserien       | 8         |                                                |                                              |
| 1986/1987 | Elitserien       | 4         | SM: Utslagna av Björklöven                     |                                              |
| 1987/1988 | Elitserien       | 1 (1)     | SM: Utslagna av AIK                            |                                              |
| 1988/1989 | Elitserien       | 1 (3)     | SM: Besegrar AIK och Brynäs                    | SM-final: Besegrar Leksand, SM-guld          |
| 1989/1990 | Elitserien       | 2 (2)     | SM: Besegrar Västerås och Luleå                | SM-final: Besegrar Färjestad, SM-guld        |
| 1990/1991 | Elitserien       | 1 (1)     | SM: Besegrar Södertälje och Västerås           | SM-final: Besegrar Färjestad, SM-guld        |
| 1991/1992 | Elitserien       | 6 (3)     | SM: Besegrar Luleå och Färjestad               | SM-final: Förlorar mot Malmö IF, SM-silver   |
| 1992/1993 | Elitserien       | 8 (6)     | SM: Besegrar Västerås, utslagna av Luleå       |                                              |
| 1993/1994 | Elitserien       | 5 (5)     | SM: Besegrar Västra Frölunda, utslagna av Modo |                                              |
| 1994/1995 | Elitserien       | 1 (1)     | SM: Utslagna av HV71                           |                                              |
| 1995/1996 | Elitserien       | 5 (2)     | SM: Utslagna av Färjestad                      |                                              |
| 1996/1997 | Elitserien       | 3         | SM: Utslagna av AIK                            |                                              |
| 1997/1998 | Elitserien       | 1         | SM: Besegrar HV71 och Modo                     | SM-final: Förlorar mot Färjestad, SM-silver  |
| 1998/1999 | Elitserien       | 3         | SM: Utslagna av Brynäs                         |                                              |
| 1999/2000 | Elitserien       | 1         | SM: Besegrar Färjestad och Luleå               | SM-final: Besegrar Modo, SM-guld             |

Vid millennieskiftet var det dags för nästa serieomläggning när Allsvenskan bildades. Djurgården är dock fortfarande ett Elitserielag på topp, men snart kommer sämre resultat tätare och till 2012 gåker man ur Elitserien och får spela två säsonger i Hockeyallsvenskan innan man återkommer till högsta serien som nu fått namnet Svenska Hockeyligan.
| Säsong    | Division            | Placering | SM/Slutspel                                    | Final/kval                                 |
| --------- | ------------------- | --------- | ---------------------------------------------- | ------------------------------------------ |
| 2000/2001 | Elitserien          | 1         | SM: Besegrar AIK och Luleå                     | SM-final: Besegrar Färjestad, SM-guld      |
| 2001/2002 | Elitserien          | 3         | SM: Utslagna av Västra Frölunda                |                                            |
| 2002/2003 | Elitserien          | 4         | SM: Besegrar HV71, utslagna av Färjestad       |                                            |
| 2003/2004 | Elitserien          | 5         | SM: Utslagna av Västra Frölunda                |                                            |
| 2004/2005 | Elitserien          | 5         | SM: Besegrar Timrå, utslagna av Frölunda       |                                            |
| 2005/2006 | Elitserien          | 10        |                                                |                                            |
| 2006/2007 | Elitserien          | 10        |                                                |                                            |
| 2007/2008 | Elitserien          | 7         | SM: Utslagna av Linköping                      |                                            |
| 2008/2009 | Elitserien          | 10        |                                                |                                            |
| 2009/2010 | Elitserien          | 2         | SM: Besegrar Brynäs och Linköping              | SM-final: Förlorar mot HV71, SM-silver     |
| 2010/2011 | Elitserien          | 6         | SM: Utslagna av Luleå                          |                                            |
| 2011/2012 | Elitserien          | 11        |                                                | 3:a i kvalserien, nerflyttade              |
| 2012/2013 | Hockeyallsvenskan   | 5         | 3:a i Playoff-serien                           |                                            |
| 2013/2014 | Hockeyallsvenskan   | 3         |                                                | 2:a i kvalserien, uppflyttade              |
| 2014/2015 | Svenska Hockeyligan | 9         | SM: Utslagna av Luleå                          |                                            |
| 2015/2016 | Svenska Hockeyligan | 7         | SM: Besegrar Brynäs, utslagna av Frölunda      |                                            |
| 2016/2017 | Svenska Hockeyligan | 10        | SM: Utslagna av Färjestad                      |                                            |
| 2017/2018 | Svenska Hockeyligan | 2         | SM: Besegrar Linköping, utslagna av Skellefteå |                                            |
| 2018/2019 | Svenska Hockeyligan | 4         | SM: Besegrar Skellefteå och Färjestad          | SM-final: Förlorar mot Frölunda, SM-silver |
| 2019/2020 | Svenska Hockeyligan | 6         | SM: Inställt                                   |                                            |
| 2020/2021 | Svenska Hockeyligan | 10        | SM: Utslagna av Frölunda                       |                                            |
| 2021/2022 | Svenska Hockeyligan | 13        |                                                | Play-out: Förlorar mot Timrå, nerflyttade  |
| 2022/2023 | Hockeyallsvenskan   | 4         | Slutspel: Besegrar Karlskoga och Björklöven    | Final: Utslagna av Modo                    |
| 2023/2024 | Hockeyallsvenskan   | 4         | Slutspel: Besegrar Björklöven och Mora         | Final: Utslagna av Brynäs                  |
| 2024/2025 | Hockeyallsvenskan   | 1         | Slutspel: Besegrar Mora och Södertälje         | Final: Besegrar AIK, uppflyttade           |
| 2025/2026 | Svenska Hockeyligan |           |                                                |                                            |

Källor till tabellerna ovan finns Pucken, Svensk ishockey 75 år och Elite Prospects, samt mer detaljerat i respektive säsongsartikel länkad i divisionskolumnen.